# Berca
Berca is een Roemeense gemeente in het district Buzău.
Berca telt 9197 inwoners.